# José María Urvina
José María Mariano Segundo de Urvina y Viteri (Pillaro, 19 de março de 1808 – 4 de julho de 1891) foi um político equatoriano. Pioneiro da abolição da escravidão no Equador, ocupou o cargo de presidente de seu país entre 13 de julho de 1851 e 16 de outubro de 1856.